# Ben Riley
Benjamin Alexander Riley Jr. (17 de julio de 1933 - 18 de noviembre de 2017) fue un baterista de jazz estadounidense conocido por su trabajo con Thelonious Monk, así como con Alice Coltrane, Stan Getz, Eddie "Lockjaw" Davis, Ahmad Jamal y como miembro del grupo Sphere. Durante las décadas de 1970 y 1980 fue miembro del Cuarteto de Jazz de Nueva York.

## Biografía
Benjamin Alexander Riley Jr. nació en Savannah, Georgia, el 17 de julio de 1933, y a la edad de cuatro años se mudó con su familia a la ciudad de Nueva York. 
Riley actuó con Randy Weston, Sonny Stitt, Stan Getz, Junior Mance, Kenny Burrell, Eddie "Lockjaw" Davis, Johnny Griffin (1960-1962), Ahmad Jamal, Billy Taylor y Ray Bryant.  Luego pasó de 1964 a 1967 en el cuarteto de Thelonious Monk.  Después de Monk, tocó con Alice Coltrane (de forma intermitente entre 1968 y 1975), Ron Carter (1975-1977), Jim Hall (1981) y las bandas New York Jazz Quartet (década de 1970 y 1980) y Sphere.  También tocó frecuentemente con el pianista Abdullah Ibrahim. 
Riley murió de enfermedad pulmonar y complicaciones de diabetes en West Islip, Nueva York, el 18 de noviembre de 2017, a los 84 años  

## Discografía

### Como líder
- Weaver of Dreams (Joken, 1996)[5] – grabado en 1993
- Memories of T (Concord, 2006)[5]
- Grown Folks Music (Sunnyside, 2012)

### Como acompañante
Con Noah Baerman

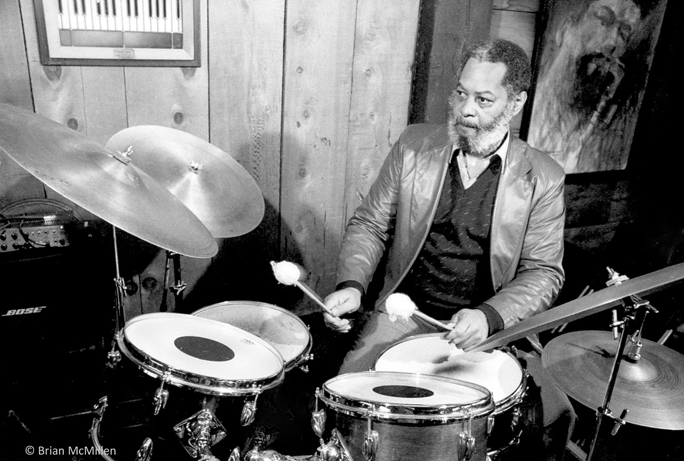
Ben Riley en Bach Dancing & Dynamite Society, Half Moon Bay, CA, 20 de marzo de 1988. Trío con Kenny Barron, piano; Rufus Reid, bajo.

- Patch Kit (CD Baby, 2006) with Ron Carter

Con Chet Baker
- As Time Goes By (Timeless, 1986)
- Cool Cat (Timeless, 1986 [1989])

Con Bill Barron
- Variations in Blue (Muse, 1983)
- Live at Cobi's 2 (SteepleChase, 1885 [2006])
- The Next Plateau (Muse, 1987 [1989])
- Live at Cobi's (SteepleChase, 1988-89 [2005])

Con Kenny Barron
- Innocence (Wolf, 1978)
- Golden Lotus (Muse, 1980 [1982])
- Imo Live (Whynot, 1982)
- Green Chimneys (Criss Cross Jazz, 1983)
- The Only One (Reservoir, 1990)
- Lemuria-Seascape (Candid, 1991)
- Live at Bradley's (EmArcy, 1996 [2001])
- Live at Bradley's II (Sunnyside, 1996 [2002])
- Minor Blues (Venus, 2009)

Con Gary Bartz
- Episode One: Children of Harlem (Challenge, 1994)

Con Ted Brown
- In Good Company (Criss Cross, 1985) with Jimmy Raney

Con Ray Bryant
- Live at Basin Street East (Sue, 1964)
- Cold Turkey (Sue, 1964)

Con Kenny Burrell
- Listen to the Dawn (Muse, 1980 [1983])
- Groovin' High (Muse, 1981 [1984])

Con Ron Carter
- Yellow &amp; Green (CTI, 1976)
- Piccolo (Milestone, 1977)
- Peg Leg (Milestone, 1978)
- Pick 'Em (Milestone, 1978 [1980])

Con Alice Coltrane
- A Monastic Trio (1968)
- Ptah, the El Daoud (1970)
- World Galaxy (1972)
- Lord of Lords (1972)
- Live at the Berkeley Community Theater 1972 (BCT, 1972 [2019])

Con Eddie "Lockjaw" Davis
- Afro-Jaws (Riverside, 1960)

Con Ricky Ford
- Manhattan Blues (Candid, 1989)
- Ebony Rhapsody (Candid, 1990)
- American-African Blues (Candid, 1991)

Con Red Garland
- Stepping Out (Galaxy, 1978)
- So Long Blues (Galaxy, 1979 [1981])
- Strike Up the Band (Galaxy, 1979 [1981])

Con Benny Golson
- Time Speaks (Baystate, 1983) with Freddie Hubbard and Woody Shaw

Con Bennie Green
- Glidin' Along (1961)

Con Johnny Griffin
- Battle Stations (Prestige, 1960) – with Eddie "Lockjaw" Davis
- Johnny Griffin’s Studio Jazz Party (Riverside, 1960)
- Tough Tenors (Jazzland, 1960) – with Eddie "Lockjaw" Davis
- Griff &amp; Lock (Jazzland, 1960) – with Eddie "Lockjaw" Davis
- The First Set (Prestige, 1961) – with Eddie "Lockjaw" Davis
- The Tenor Scene (Prestige, 1961) – with Eddie "Lockjaw" Davis
- The Late Show (Prestige, 1961) – with Eddie "Lockjaw" Davis
- The Midnight Show (Prestige, 1961) – with Eddie "Lockjaw" Davis
- Lookin' at Monk! (Jazzland, 1961) – with Eddie "Lockjaw" Davis
- Change of Pace (Riverside, 1961)
- Blues Up &amp; Down (Jazzland, 1961) – with Eddie "Lockjaw" Davis
- White Gardenia (Riverside, 1961)
- The Kerry Dancers (Riverside, 1961–62)
- Tough Tenor Favorites (Jazzland, 1962) – with Eddie "Lockjaw" Davis

Con Michael Franks
- Tiger in the Rain[6]

Con Andrew Hill
- Lift Every Voice (Blue Note, 1969)
- Shades (Soul Note, 1986)

Con Hank Jones
- Bop Redux (Muse, 1977)
- The Great Jazz Trio, What's New (Baybridge, 1998)

Con Sam Jones
- Down Home (Riverside, 1962)

Con Junior Mance
- Junior Mance Trio at the Village Vanguard (Jazzland, 1961)

Con Ken McIntyre
- Year of the Iron Sheep (United Artists, 1962)

Con Jay McShann
- Some Blues (Chiaroscuro, 1993)

Con Thelonious Monk
- It's Monk's Time (1964)
- Monk (1964)
- Live at the It Club (1964)
- Straight, No Chaser (1967)
- Underground (1968)

Con Mark Murphy
- One for Junior (1991)

Con Freddie Redd
- Lonely City (Uptown, 1985 [1989])

Con Sonny Rollins
- The Bridge (RCA Victor, 1962)
- What's New? (RCA Victor, 1962)

Con Dan Rose
- Fountains (Midlantic Records, 2002)[7]

Con Charlie Rouse
- Moment's Notice (Storyville/Jazzcraft, 1978)

Con Jack Sheldon
- Playing for Change (Uptown, 1986 [1997])

Con Sphere
- Four in One (Elektra/Musician, 1982)
- Flight Path (Elektra/Musician, 1983)
- Sphere On Tour (Red, 1985)
- Pumpkin's Delight (Red, 1986 [1993])
- Four for All (Verve, 1987)
- Bird Songs (1988)
- Sphere (1998)

Con Jeremy Steig
- Flute Fever (Columbia, 1964)

Con Horace Tapscott
- Dissent or Descent (Nimbus West, 1984 [1998])

Con Roseanna Vitro
- Listen Here (Texas Rose, 1984)

Con Larry Willis
- A Tribute to Someone (AudioQuest, 1994)